# Gymnostomiella tenerum
Gymnostomiella tenerum là một loài rêu trong họ Pottiaceae. Loài này được (Müll. Hal. ex Dusén) Arts mô tả khoa học đầu tiên năm 1996.